# Maria Neumann (Politikerin)
Maria Neumann, bis 9. April 2024 Maria Smodics-Neumann, (* 5. April 1970 in Wien als Maria Elisabeth Neumann) ist eine österreichische Politikerin der Österreichischen Volkspartei (ÖVP). Seit dem 24. Jänner 2018 ist sie Abgeordnete zum Nationalrat.

## Leben

### Ausbildung und Beruf
Maria Neumann besuchte nach der Pflichtschule die HLMW9 Michelbeuern, wo sie 1989 maturierte. Danach erwarb sie in zwei Wiener Betrieben die für die Meisterprüfung erforderliche Praxis und besuchte die Ausbildungslehrgänge für die Damen- und die Herrenmeisterprüfung. 1992 legte sie Meisterprüfung für Damen- und 1993 die Meisterprüfung für Herrenkleidermacher ab. Seit 1993 ist sie als selbständige Schneidermeisterin in Wien tätig und auf die Ausstattungen für Turniertänzer, Eiskunstläufer und Synchronschwimmer spezialisiert. 2007 beendete sie erfolgreich ein berufsbegleitendes Studium für Marketing & Sales an der FHWien als Mag. (FH) mit einer Diplomarbeit zum Thema Marketingmaßnahmen für bestehende Kleinstunternehmen in Gewerbe und Handwerk im Gespräch mit Banken. Gemeinsam mit ihrem Bruder war sie im Tanzsport aktiv, sie gewannen 1991 und 1993 den Staatsmeistertitel im Formationstanz/Lateinamerikanische Tänze, 1994 wurden sie österreichischer Meister im Standardtanz Leistungsklasse B und 1996 Wiener Landesmeister Lateinamerikanische Tänze.

### Politik
Seit 1995 engagiert sie sich in unterschiedlichen Funktionen in ihrer Interessenvertretung, seit 2000 ist sie Ausschussmitglied der Bundesinnung Österreich für das Bekleidungsgewerbe, von 2010 bis 2015 war sie Innungsmeisterin der Landesinnung Wien für Mode und Bekleidungstechnik. Seit Juni 2017 ist sie Landesobfrau-Stellvertreterin des Wirtschaftsbundes Wien. Seit 2004 leitet sie außerdem die Meisterprüfungsvorbereitungskurse für Damen- und Herrenkleidermacher am Wirtschaftsförderungsinstitut (WIFI) in Wien. 2010 wurde sie stellvertretende Obfrau der Sparte Gewerbe und Handwerk der Wirtschaftskammer Wien, 2014 wurde sie schließlich zur Spartenobfrau gewählt. 2020 wurde sie in dieser Funktion für eine Funktionsperiode von fünf Jahren bestätigt.
Bei der Nationalratswahl 2017 kandidierte sie für die ÖVP im Landeswahlkreis Wien auf dem vierten Listenplatz. Seit 24. Jänner 2018 ist sie Abgeordnete zum Nationalrat, sie rückte für Karl Mahrer nach, der ein durch Bildung der Bundesregierung Kurz I freigewordenes Mandat auf der Bundesliste annahm. Bei der Nationalratswahl 2019 kandidierte sie erneut auf dem vierten Listenplatz der ÖVP Wien. Für die Nationalratswahl 2024 wurde sie hinter Spitzenkandidatin Romana Deckenbacher und Nico Marchetti auf den dritten Platz der Wiener Volkspartei gereiht.